# Karsten och Petra (TV-serie, 2013)
Karsten och Petra, i Finland Kasper och Petra, (norska: Karsten og Petra) är en TV-serie för barn producerad av Cinenord och Proton Cinema baserad på bokserien med samma namn av Tor Åge Bringsværd. Serien sändes på NRK från 2013 till 2018 och har 2 säsonger. Huvudrollerna Petra och Karsten spelas av Nora Amundsen och Elias Søvold-Simonsen.

## Handling
Serien följer förskolebarnen Karsten och Petra och deras familjer i deras vardag både på och utanför dagis, med alla knaserier, glädje och sorger det medför.

## Rollista
- Nora Amundsen – Petra
- Elias Søvold-Simonsen – Karsten
- Hilde Louise Asbjørnsen – Fröken Kanin (röst)
- Anne Celine Bredal – Siri
- Janne Formoe – Maria
- Thorbjørn Harr – Lejonungen (röst)
- Tone Johnsen – Randi
- Hilde Lyrån – Hilde
- Ivar Nørve – Morfar
- Markus Tønseth – Harald

### Svenska röster
- Lily Wahlsteen[9]
- Erik Wendt
- Dilba Demirbag
- Tobias Persson

## Lista över avsnitt

### Säsong 1
| Nr | Titel                                | Svensk titel på SVT                    | Svensk titel på Yle                   |
| -- | ------------------------------------ | -------------------------------------- | ------------------------------------- |
| 1  | Karsten og Petra møtes igjen         | Karsten och Petra träffas igen         | Kasper och Petra möts igen            |
| 2  | Karsten og Petra i barnehagen        | Karsten och Petra på förskolan         | Kasper och Petra på dagis             |
| 3  | Karsten og Petra låner bøker         | Karsten och Petra lånar böcker         | Kasper och Petra lånar böcker         |
| 4  | Karsten og Petra lærer å danse       | Karsten och Petra lär sig dansa        | Kasper och Petra lär sej dansa        |
| 5  | Karsten og Petra lærer trafikkregler | Karsten och Petra lär sig trafikregler | Kasper och Petra lär sej trafikregler |
| 6  | Karsten og Petra på fisketur         | Karsten och Petra på fisketur          | Kasper och Petra på fisketur          |
| 7  | Karsten og Petra har brannøvelse     | Karsten och Petra har brandövning      | Kasper och Petra har brandövning      |
| 8  | Karsten og Petra på karneval         | Karsten och Petra på karneval          | Kasper och Petra på karneval          |
| 9  | Karsten og Petra på sykkeltur        | Karsten och Petra på cykelutflykt      | Kasper och Petra på cykeltur          |
| 10 | Karsten og Petra på sykehus          | Karsten och Petra på sjukhus           | Karsten och Petra på sjukhus          |
| 11 | Karsten og Petra på teater           | Karsten och Petra ser på dockteater    | Kasper och Petra på teater            |
| 12 | Karsten og Petra feirer bursdag      | Karsten och Petra firar födelsedag     | Kasper och Petra firar födelsedag     |

### Säsong 2
| Nr | Titel                              | Svensk titel på SVT                   | Svensk titel på Yle                     |
| -- | ---------------------------------- | ------------------------------------- | --------------------------------------- |
| 1  | Karsten og Petra passer kattunger  | Karsten och Petra passar kattungar    | Kasper och Petra är kattvakter          |
| 2  | Karsten og Petra hos tannlegen     | Karsten och Petra hos tandläkaren     | Kasper och Petra hos tandläkaren        |
| 3  | Karsten og Petra tryller           | Karsten och Petra trollar             | Kasper och Petra trollar                |
| 4  | Karsten og Petra møter spøkelser   | Karsten och Petra möter spöken        | Kasper och Petra berättar spökhistorier |
| 5  | Karsten og Petra svømmer           | Karsten och Petra i simbassängen      | Kasper och Petra simmar                 |
| 6  | Karsten og Petra leker doktor      | Karsten och Petra leker doktor        | Kasper och Petra leker doktor           |
| 7  | Karsten og Petra vasker            | Karsten och Petra städar              | Kasper och Petra städar                 |
| 8  | Karsten og Petra får grønne fingre | Karsten och Petra jobbar i trädgården | Kasper och Petra får gröna fingrar      |
| 9  | Karsten og Petra leker riddere     | Karsten och Petra leker riddare       | Kasper och Petra leker riddare          |
| 10 | Karsten og Petra på sirkus         | Karsten och Petra på cirkus           | Kasper och Petra på cirkus              |
| 11 | Karsten og Petra klør              | Karsten och Petra får ett bekymmer    | Kasper och Petra kliar sig              |
| 12 | Karsten og Petra lager møbler      | Karsten och Petra bygger en möbel     | Kasper och Petra i Budapest             |
| 13 | Karsten og Petra på bondegård      | Karsten och Petra på bondgården       | Kasper och Petra på bondgården          |
| 14 | Karsten og Petra i verdensrommet   | Karsten och Petra lär sig om rymden   | Kasper och Petra i rymden               |
| 15 | Karsten og Petra danser            | Karsten och Petra dansar              | Kasper och Petra dansar                 |
| 16 | Karsten og Petra blir syke         | Karsten och Petra blir sjuka          | Kasper och Petra blir sjuka             |
| 17 | Karsten og Petra i skogen          | Karsten och Petra i skogen            | Kasper och Petra i skogen               |
| 18 | Karsten og Petra i Budapest        | Karsten och Petra i Budapest          | Kasper och Petra bygger möbler          |
| 19 | Karsten og Petra jobber i butikk   | Karsten och Petra leker affär         | Kasper och Petra leker butik            |
| 20 | Karsten og Petra får en ny venn    | Karsten och Petra får en ny vän       | Kasper och Petra får en ny vän          |